# Taurogalzuur
Taurogalzuur, ook bekend onder de namen cholaanzuur en cholyltaurine, is een kristallijn, sterk hydroscopisch, gelig gekleurd galzuur.  Het is betrokken bij het vormen van de emulsie waardoor vet in het lichaam kan worden opgenomen. Taurogalzuur komt als het natriumzout voor in de gal van zoogdieren. Taurogalzuur is een conjugaat van galzuur en taurine. Het is een van de vele endogene stoffen met cholesterol als uitgangsstof. 
Hydrolyse van taurogalzuur geeft weer taurine.
Taurogalzuur wordt op commerciële basis bereid op basis van gal verkregen bij slachterijen, waar dat een bijproduct is van het slachtproces.